# نوئل نقره‌ای
نوئل نقره‌ای (نام علمی: Picea pungens) نام یک گونه از سرده کاج نوئل است.

## نگارخانه

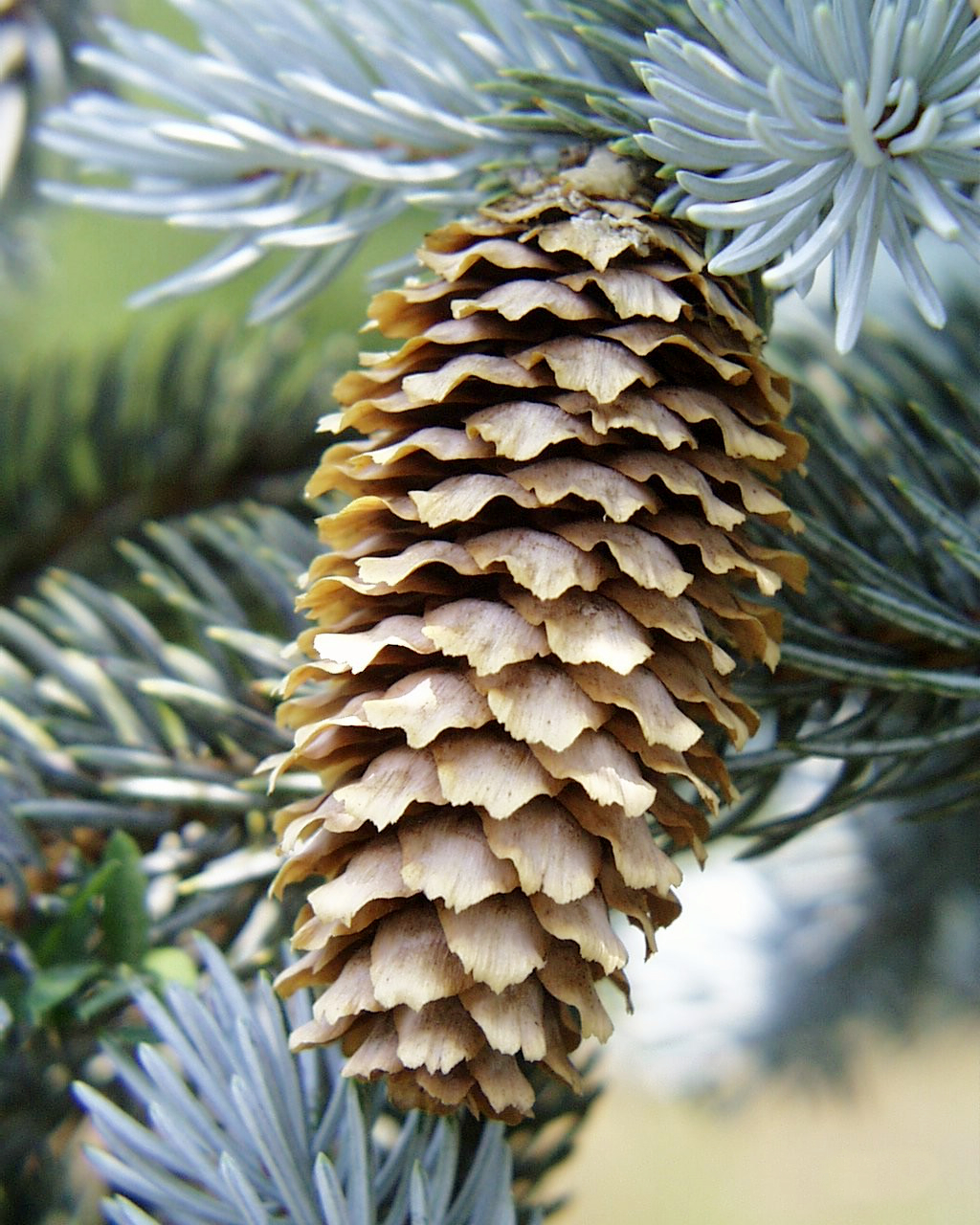
میوه کاج رسیده
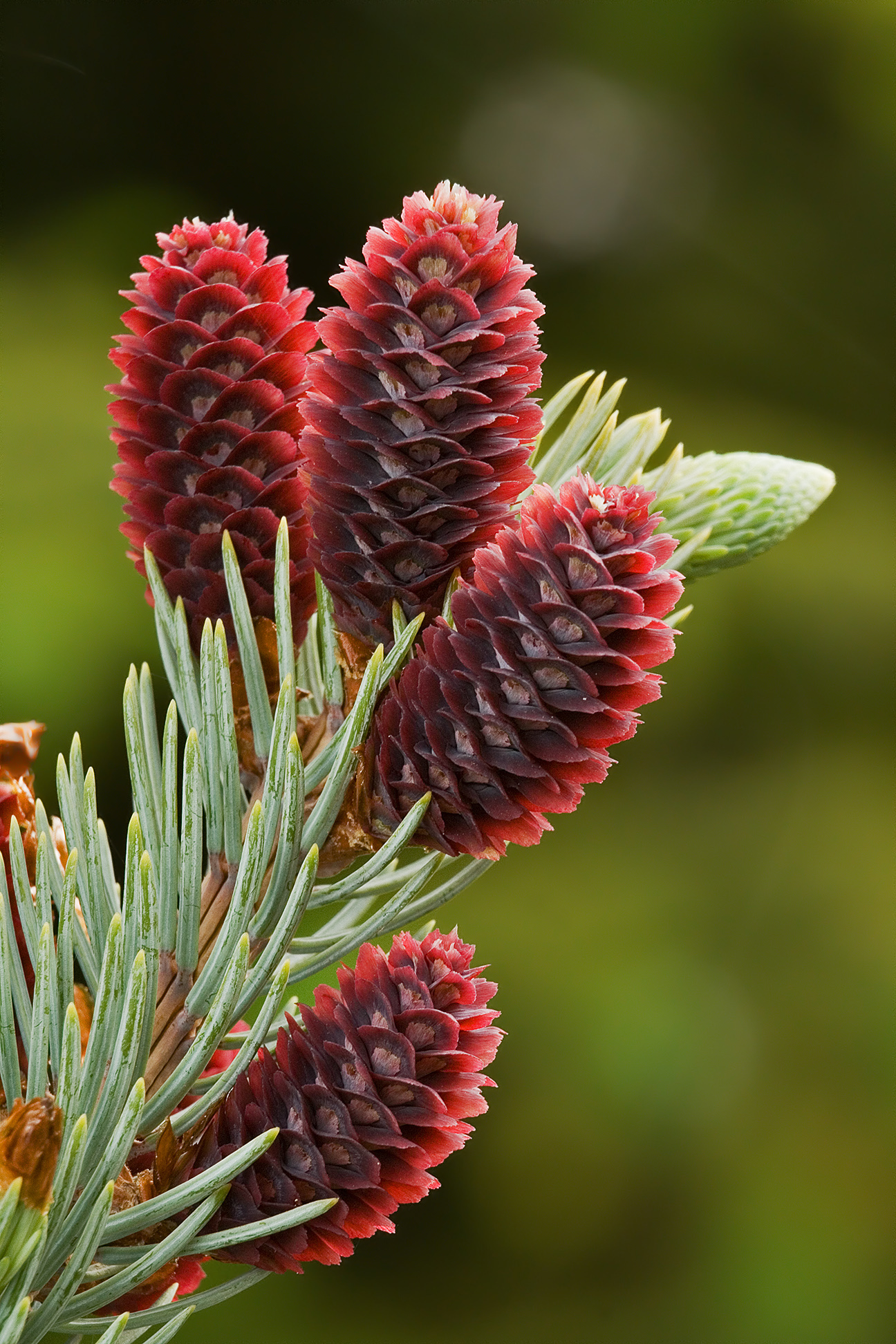
میوه کاج نارس